# Ehud Shapiro
Ehud Shapiro (en hebreo: אהוד שפירו‎) 1955-) es un científico e informático israelí. Desarrolla actualmente una computadora de ADN. 

## Biografía
Recibió su Ph.D de  Yale por su disertación de tesis  "Algorithmic Program Debugging"  en 1982.
En noviembre de 2001 realizó una simulación bioquímica de una Máquina de Turing con moléculas de ADN.
Trabaja en el Instituto Weizmann de Ciencias,  Rehovot, Israel, desde 1982.
- Datos: Q5348683
- Multimedia: Ehud Shapiro / Q5348683